# Somnium Obmutum
Somnium Obmutum — дебютный студийный альбом австрийской симфоник/дум-метал-группы Estatic Fear, был издан лейблом CCP Records в 1996 году.
На диске представлено четыре композиции общей продолжительностью более 56 минут.
Somnium Obmutum получил положительные отзывы критиков. Издание Sputnikmusic назвало его одной из лучших и оригинальнейших музыкальных пьес в своем жанре. По версии Metal Storm пластинка заняла шестую позицию в рейтинге двадцати лучших студийных альбомов 1996 года.

## Список композиций
| №                   | Название                                             | Длительность |
| ------------------- | ---------------------------------------------------- | ------------ |
| 1.                  | «Des Nachtens Suss' Gedone» (instrumental with lute) | 1:45         |
| 2.                  | «Somnium Obmutum»                                    | 32:13        |
| 3.                  | «As Autumn Calls»                                    | 4:14         |
| 4.                  | «Ode To Solitude»                                    | 18:32        |
| Общая длительность: | Общая длительность:                                  | 56:44        |

## Участники записи
| Estatic Fear - Матиас Коглер (нем. Matthias «Calix Miseriae» Kogler) — акустическая гитара, электрогитара, лютня, клавишные - Милан Пеяк (нем. Milan «Astaroth» Pejak) — ударные - Маркус Мисбауэр (нем. Markus «Beowulf» Miesbauer) — бас, мужской вокал - Stauff — гитара | Сессионные музыканты - Петра Хёльцль (нем. Petra Hölzl) — флейта - Марион (нем. Marion) — женский вокал Художественное оформление - Матиас Коглер — идея оформления - Lasch & Zarzer — оформление |